# Igor Štimac
Igor Štimac (ur. 6 września 1967 w Metkoviciu) – chorwacki piłkarz grający na pozycji środkowego obrońcy, stopera lub defensywnego pomocnika. Z reprezentacją Chorwacji, w której barwach rozegrał 53 mecze, zdobył brązowy medal na Mistrzostwach Świata 1998. Jako zawodnik występował m.in. w Hajduku Split oraz w klubach angielskiej Premier League – Derby County i West Ham United.

## Sukcesy piłkarskie
- mistrzostwo Chorwacji 1995 i 2005 oraz Puchar Chorwacji 1995 i 2003 z Hajdukiem Split
- mistrzostwo świata 1987 z reprezentacją Jugosławii U-21

W reprezentacji Chorwacji od 1992 do 2002 roku rozegrał 53 mecze i strzelił 2 bramki – brązowy medal Mistrzostw Świata 1998 oraz start w Euro 1996 (ćwierćfinał).

## Odznaczenia
- Order Chorwackiej Koniczyny (1998)[1]